# Mršelji
Mršelji (en serbe cyrillique : Мршељи) est un village de Serbie situé dans la municipalité de Požega, district de Zlatibor. Au recensement de 2011, il comptait 167 habitants.

## Démographie
| 1948 | 1953 | 1961 | 1971 | 1981 | 1991 | 2002 | 2011 |
| ---- | ---- | ---- | ---- | ---- | ---- | ---- | ---- |
| 409  | 404  | 408  | 349  | 318  | 290  | 219  | 167  |

|  |